# Schouwen-Duiveland
Schouwen-Duiveland (uitspraakⓘ; Zeeuws: Schouwen-Duveland) is een eiland en gemeente in de Nederlandse provincie Zeeland. De gemeente telt 34.631 inwoners (22 november 2024) en heeft een oppervlakte van 488,94 km² (waarvan 257,91 km² water).
Het eiland heeft een tweetal vaste verbindingen naar Goeree-Overflakkee: de Brouwersdam en de Grevelingendam. De Oosterscheldekering gaat net als de Zeelandbrug naar Noord-Beveland. Het eiland is grotendeels vlak en delen liggen onder het zeeniveau (NAP). Op de westpunt is een duingebied (de 'Kop van Schouwen') waarvan het hoogste punt ongeveer 42 meter boven de zeespiegel ligt. Het eiland is in trek bij toeristen. Vooral de plaats Renesse is een populaire vakantiebestemming voor jongeren. Renesse probeert zich vanaf circa 2010-2015 meer te ontwikkelen als badplaats voor gezinnen en ouderen.

## Geschiedenis

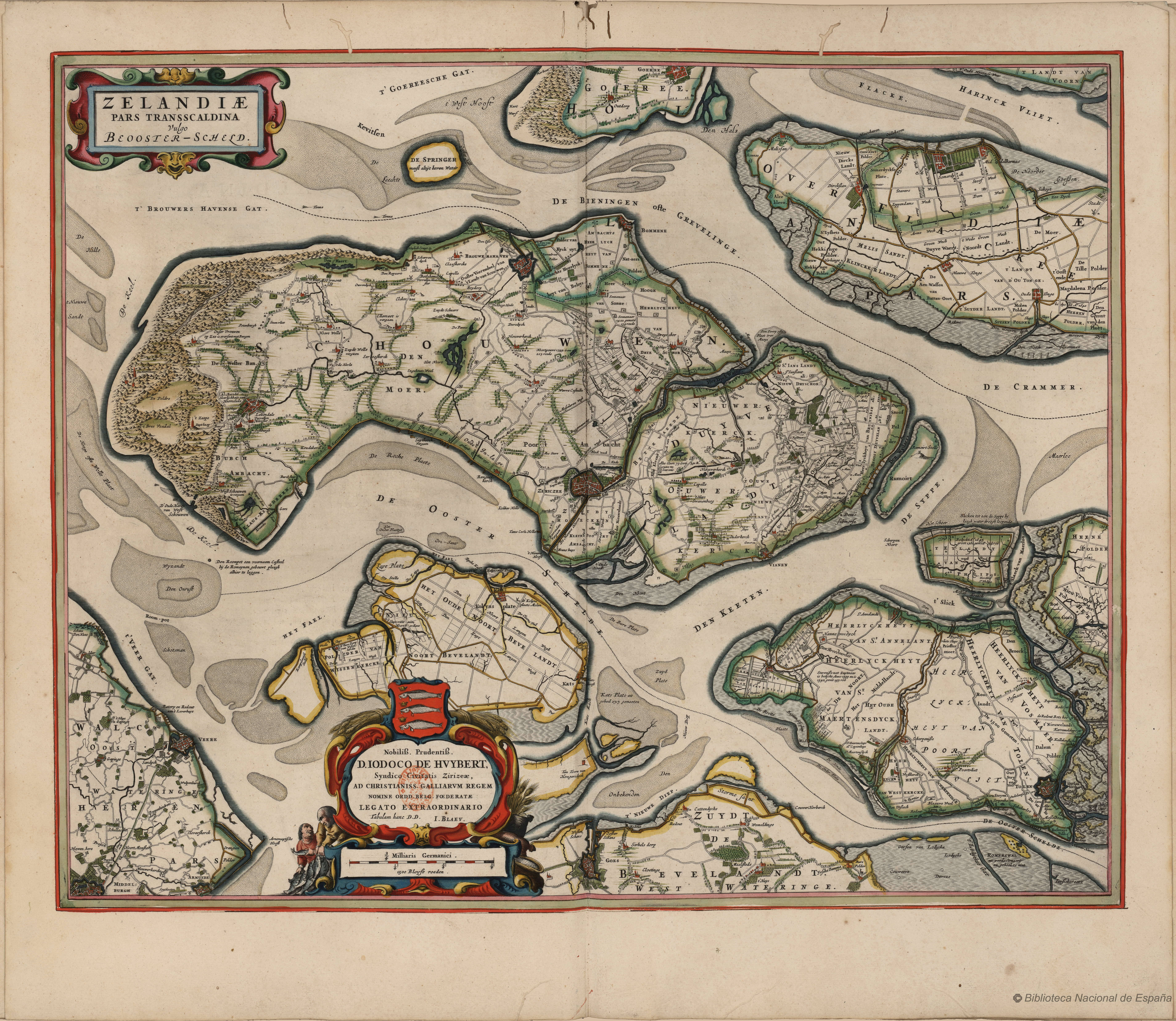
Schouwen-Duiveland door Blaeu rond 1645.

De naam verwijst naar de eilanden Schouwen en Duiveland waartussen het water de Gouwe liep. Twee plaatsen op Schouwen-Duiveland, Zierikzee en Brouwershaven, hebben in het verleden stadsrechten verkregen. Brouwershaven werd tussen de 16de en 18de eeuw aangeduid als “smalstad”. Dit is een Zeeuwse benaming voor zeven kleinere steden die wel stadsrechten hadden, maar die geen zitting mochten nemen in de Staten van Zeeland.
Het eiland Schouwen-Duiveland bestond ooit uit vier eilanden: Schouwen, Duiveland, Dreischor en Bommenede. In de loop der eeuwen zijn deze door natuur en mens aan elkaar gegroeid. De dam tussen Schouwen en Duiveland dateert van 1610.
Op 30 april 1900 opende de Rotterdamsche Tramweg Maatschappij een stoomtramlijn op het eiland, die het openbaar vervoer verzorgde tot 1 februari 1953. Na de Watersnoodramp van 1953 werd de dienst niet meer hersteld en vervangen door een buslijn.
Na de voltooiing van de Brouwersdam in 1972 is het eiland een centrum van watersport geworden. Aan de Noordzeestranden en op het Grevelingenmeer kan met name de surf-, zeil- en duiksport beoefend worden.

## Kernen
| Gemeentegrenzen Wijkgrenzen Buurtgrenzen Autosnelweg Secundaire weg Spoorweg |  |  | ██ Geselecteerde gemeente ██ Bebouwd gebied ██ Bos of park ██ Binnenwater, rivier of kanaal |

Schouwen-Duiveland en omgeving (2009):

Gemeente Schouwen-Duiveland omvat navolgende zestien dorpen:
| Woonplaats (BAG) | Inwoners 2023 |
| ---------------- | ------------- |
| Brouwershaven    | 1.255         |
| Bruinisse        | 3.790         |
| Burgh-Haamstede  | 4.255         |
| Dreischor        | 985           |
| Ellemeet         | 345           |
| Kerkwerve        | 1.025         |
| Nieuwerkerk      | 2.765         |
| Noordgouwe       | 775           |
| Noordwelle       | 300           |
| Oosterland       | 2.360         |
| Ouwerkerk        | 580           |
| Renesse          | 1.490         |
| Scharendijke     | 1.245         |
| Serooskerke      | 265           |
| Sirjansland      | 320           |
| Zierikzee        | 12.015        |
| Zonnemaire       | 770           |

Bovendien zijn er negen buurtschappen op Schouwen-Duiveland: Brijdorpe, Burghsluis, Capelle, Den Osse, Elkerzee, Looperskapelle, Moriaanshoofd, Nieuwerkerke ('t Schutje), Nieuw-Haamstede, Schuddebeurs, Westenschouwen en Zijpe. Het gemeentehuis staat aan de rand van Zierikzee.

## Natuur op Schouwen-Duiveland
De Natura 2000-gebieden Grevelingen, Oosterschelde en Voordelta liggen voor een deel in de gemeente Schouwen-Duiveland. Zo ook het voorgenomen Natura 2000-gebied Krammer-Volkerak. Natura 2000-gebied Kop van Schouwen ligt volledig in de gemeente.
Het Nationaal Park Oosterschelde (deels overeenkomend met het Natura 2000-gebied Oosterschelde) ligt ook voor een deel binnen de gemeentegrenzen.
Op Schouwen-Duiveland is een aanzienlijk aantal natuurgebieden te vinden. Deze gebieden worden meestal beheerd door Staatsbosbeheer. De meeste natuurgebieden zijn toegankelijk voor bezoekers. De gebieden zijn bijzonder geschikt voor vogelaars en fietsers. In de natuur van Schouwen Duiveland zijn Europees bijzondere soorten zoals kluut, wulp en strandplevier te vinden. Boswachterij Westerschouwen is het grootste bos van de provincie Zeeland. Naast de natuur in en rond het Grevelingenmeer zijn op Schouwen-Duiveland de volgende natuurgebieden te vinden:
- Oosterschelde
- Voordelta
- Kop van Schouwen: Boswachterij Westerschouwen, Meeuwenduinen, Zeepeduinen, Vroongronden
- Slikken van Dijkwater
- Dorpsbos Sirjansland
- Duinzoom
- Gadra
- Kakkersweel
- Karolingische Burcht
- Krekengebied Ouwerkerk
- Naterskreek
- Plan Tureluur
- Prunje
- Schelphoek
- Schouwse Dijkbeemden
- Schuddebeurs (natuurgebied)
- De Steenzwaan
- Vliegveld (natuurgebied)
- Zoeten en Zouten Haard

## Politiek

### Herindeling
De gemeente Schouwen-Duiveland is op 1 januari 1997 tot stand gekomen nadat zes gemeenten werden samengevoegd. Deze gemeenten waren Brouwershaven, Bruinisse, Duiveland, Middenschouwen, Westerschouwen en Zierikzee. Deze zes gemeenten waren op 1 januari 1961 ontstaan uit een voorgaande herindeling. 

### Gemeenteraad
De gemeenteraad van Schouwen-Duiveland bestaat uit 23 zetels. Hieronder staat de samenstelling van de gemeenteraad sinds 1997:
| Partij                      | 1997¹ | 2002 | 2006 | 2010 | 2014 | 2018    | 2022 |
| --------------------------- | ----- | ---- | ---- | ---- | ---- | ------- | ---- |
| Leefbaar Schouwen-Duiveland | -     | 4    | 3    | 4    | 5    | 6 (8) ² | 6    |
| CDA                         | 4     | 4    | 4    | 3    | 3    | 3 (4) ³ | 3    |
| VVD                         | 7     | 4    | 4    | 5    | 4    | 3 (2) ² | 3    |
| SGP                         | 3     | 2    | 2    | 3    | 3    | 3       | 3    |
| GroenLinks                  | 1     | 1    | 1    | 1    | -    | 3 (2) ⁴ | 3    |
| PvdA                        | 4     | 3    | 5    | 2    | 2    | 1       | 2    |
| ChristenUnie                | 2     | 2    | 2    | 2    | 2    | 1 (0) ³ | 1    |
| D66                         | 2     | -    | -    | 1    | 1    | 1       | 1    |
| SP                          | -     | -    | -    | -    | 2    | 2       | 1    |
| Alert!                      | -     | 3    | 2    | 2    | 1    | -       | -    |
| Totaal                      | 23    | 23   | 23   | 23   | 23   | 23      | 23   |

¹ 13 november 1996 werden herindelingsverkiezingen gehouden. De eerste gemeenteraad is op 1 januari 1997 van start gegaan.

² Een raadslid van de VVD verliet de partij in 2018 en sloot zich in 2019 aan bij Leefbaar Schouwen-Duiveland

³ Een raadslid van de ChristenUnie verliet de partij in 2019 en sloot zich aan bij het CDA

⁴ Een raadslid van GroenLinks verliet de partij in 2018 en ging verder onder de naam "Lijst Jet van Gent", later "Hart voor Schouwen-Duiveland", een partij die in 2021 fuseerde met Leefbaar Schouwen-Duiveland.

### College van B en W

#### Coalitieakkoord 2022-2026
Het college van burgemeester en wethouders bestaat naast burgemeester Jack van der Hoek (D66) uit een coalitie van twee wethouders namens Leefbaar Schouwen-Duiveland en een wethouder namens CDA, een wethouder namens SGP en een wethouder namens GroenLinks. Op 2 juli 2024 nam wethouder Schot (SGP) ontslag, haar taken zijn tijdelijk verdeeld over drie wethouders. Op 17 oktober 2024 is Kees Poortvliet wethouder namens de SGP geworden. Op 13 december 2024 is Alwijn ten Cate (CDA) benoemd als wethouder. Ten Cate vervangt Daniël Joppe die op 2 december 2024 burgemeester is geworden van Voerendaal.

## Aangrenzende gemeenten
| Aangrenzende gemeenten | Aangrenzende gemeenten | Aangrenzende gemeenten  | Aangrenzende gemeenten | Aangrenzende gemeenten |
| ---------------------- | ---------------------- | ----------------------- | ---------------------- | ---------------------- |
|                        |                        | Goeree-Overflakkee (ZH) |                        |                        |
|                        |                        |                         |                        |                        |
|                        |                        |                         |                        |                        |
|                        |                        |                         |                        |                        |
| Veere                  |                        | Noord-Beveland          |                        | Tholen                 |

## Cultuur

### Monumenten
In de gemeente zijn er een aantal rijksmonumenten en oorlogsmonumenten, zie:
- Lijst van rijksmonumenten in Schouwen-Duiveland
- Lijst van oorlogsmonumenten in Schouwen-Duiveland
- Lijst van Stolpersteine in Schouwen-Duiveland

### Kunst in de openbare ruimte
In de gemeente zijn diverse beelden, sculpturen en objecten geplaatst in de openbare ruimte, zie:
- Lijst van beelden in Schouwen-Duiveland

### Sage
- De zeemeermin van Westenschouwen

### Folklore
- Een levende traditie, die sinds 2018 deel uitmaakt van de Inventaris Immaterieel Cultureel Erfgoed Nederland is het straôrijden. In het voorjaar rijden jonge boeren en boerenknechts met hun paarden het water in om ze de voeten te spoelen. Tegenwoordig gebeurt dit in een optocht van uitbundig versierde dieren.

## Geboren op Schouwen-Duiveland
- Pieter Caland
- Jacob Cats
- Albert van Citters
- Miems van Citters
- Leen van Dijke
- Hugo de Jonge
- Harmen Siezen
- Peter Slager
- Peter van Vossen
- Pieter Zeeman